# Egyházasharaszti
Egyházasharaszti (ger. Harsting) – wieś i gmina w południowej części Węgier, w pobliżu miasta Siklós, niedaleko granicy chorwackiej.
Administracyjnie Egyházasharaszti należy do powiatu Siklós, wchodzącego w skład komitatu Baranya i jest jedną z 53 gmin tego powiatu. Jest położona pomiędzy Siklósnagyfalu a Alsószentmárton.
Osada była zamieszkana już w epoce brązu. W 1294 została po raz pierwszy wymieniona w dokumentach.